# Robert Hartmann (Naturforscher)

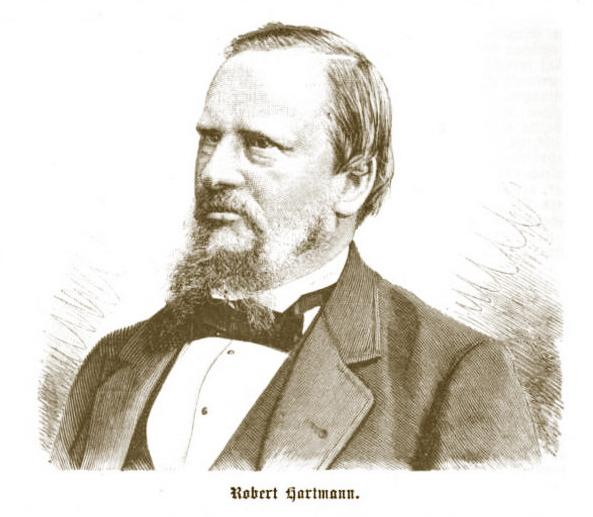
Robert Hartmann (1832–1893)

Karl Wilhelm Eduard Robert Hartmann (* 8. Oktober 1832 in Blankenburg (Harz); † 20. April 1893 in Potsdam) war ein deutscher Naturforscher und Völkerkundler.

## Leben
Robert Hartmann war ein Sohn des promovierten herzoglich-braunschweigischen Bergkommissars Karl Hartmann (1796–1863) und dessen Ehefrau Eulalia geb. Holzapfel (1800–1874). Nach dem frühen Tod des Vaters zog er mit seiner Mutter, der er eine „sehr sorgfältige Erziehung verdankte“, nach Berlin, wo er 1852 am Köllnischen Gymnasium das Abitur machte. Anschließend studierte er an der Berliner Universität Medizin und Naturwissenschaft und wurde hier 1856 mit der von Johannes Müller betreuten Dissertation Colaceutes, novum parasitorum genus zum Dr. med. promoviert.
Hartmann begleitete in den Jahren 1859 und 1860 den Freiherrn Adalbert von Barnim, Sohn des Prinzen Adalbert von Preußen und Therese Elßler (Frau von Barnim), auf dessen Reise in die Länder am oberen Nil, eine Reise, die als entscheidend für Hartmanns weitere wissenschaftliche Ausrichtung angesehen wird. Nachdem er sich 1864 in Berlin als Privatdozent für Anatomie und Physiologie habilitiert hatte, lehrte er 1865–1867 Zoologie und vergleichenden Physiologie an der landwirtschaftlichen Akademie zu Proskau. 1867 erhielt er wiederum an der Berliner Universität die Stelle des Prosektors und wurde dort zugleich zum  Professor der Anatomie berufen. Am 21. Oktober 1884 wählte man ihn zum Mitglied der Leopoldina.
Hartmann lieferte mehrere Untersuchungen über die Anatomie von Seetieren, angestellt an der italienischen und schwedischen Küste. Sein auf der afrikanischen Reise, besonders im Dschesiret-Senaar, gesammeltes Material für Geographie, Ethnographie und Zoologie verarbeitete er in dem Werk Reise des Freiherrn A. v. Barnim durch Nordostafrika etc. (Berlin 1863).
Zusammen mit Adolf Bastian begründete er 1869 die Zeitschrift für Ethnologie. Ferner war er Schriftführer der Berliner Gesellschaft für Anthropologie, Ethnologie und Urgeschichte sowie Generalsekretär der Anthropologischen Gesellschaft.

## Hartmann und die Afrikawissenschaft
Hartmann war ein Freund des Afrikaforschers Heinrich Barth, dessen positive Beurteilung der Afrikaner er teilte. Seine Arbeit an dem umfangreichen und auf mehrere Bände konzipierten Werk über die Nigritier (gemeint sind die Schwarzafrikaner) stellte er ein, weil er zunehmend Ziel der Angriffe von rassistischen Kollegen wurde, die ihm vorwarfen, er sei während seines Aufenthalts in Afrika selber zum „Neger“ geworden. Seine Forschungen konnte er nur mehr außerhalb des universitären Bereiches fortführen, und die Untersuchungen zur Kultur der Afrikaner, die er im Sinne des 1865 verstorbenen Heinrich Barth fortführen wollte, mussten der rein anthropologischen Forschung weichen, wobei Hartmann sich im Gegensatz zu den meisten Fachkollegen nicht zu rassenideologischen Interpretationen der anthropologischen Befunde hinreißen ließ. Vor allem die Vertreter der Darwin’schen Evolutionstheorie wie Ernst Haeckel und Friedrich von Hellwald attackierten Hartmann, der sich offen gegen eine gemeinsame Abstammung wandte und sich zu einer modifizierten Form des Polygenismus bekannte, d. h. zur Lehre von der mehrfachen Entstehung derselben Gattungen (z. B. der Menschen) in unterschiedlichen Regionen der Erde.

## Familie
Hartmann heiratete am 22. Mai 1875 in Berlin die 29-jährige Bürgerstochter Anna Sophia Agnes Große (1846–1903).

## Werke

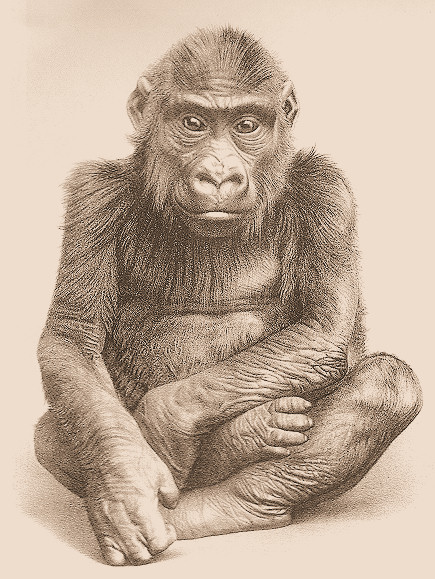
Der junge M’Pungu in Berlin, 1876
Abbildung aus Der Gorilla

- Colaceutes, novum parasitorum genus. Nietack, Berlin [1856] (Digitalisat bei HathiTrust).
- Bemerkungen über die elektrischen Organe der Fische. In:  Archiv für Anatomie, Physiologie und wissenschaftliche Medicin. Jg. 1861, S. 646–670 (Digitalisat bei Biodiversity Heritage Library); Jg. 1862, S. 762–772 (Digitalisat ebenda).
- Reise des Freiherrn Adalbert von Barnim durch Nord-Ost-Afrika in den Jahren 1859 und 1860. Reimer, Berlin 1863 (Digitalisat bei Internet Archive).
- Beiträge zur zoologischen und zootomischen Kenntniss der sogenannten anthropomorphen Affen. In: Archiv für Anatomie, Physiologie und wissenschaftliche Medicin. Jg. 1872, S. 107–152 (Digitalisat bei Biodiversity Heritage Library); S. 474–502 (Digitalisat ebenda).
- Naturgeschichtlich-medicinische Skizze der Nilländer. Teil 1: Geographie und Naturgeschichte der Nilländer. Schulze, Berlin 1865 (Digitalisat bei Google Books); – Teil 2: Anthropologisch-medicinischer Versuch über die Nilländer. Schulze, Berlin 1866.
- Die Nigritier. Eine anthropologisch-ethnologische Monographie. Band 1 (mehr nicht erschienen). Berlin 1876 (Digitalisat bei Dilibri).
- Die Völker Afrikas. Brockhaus, Leipzig 1879 (Digitalisat bei HathiTrust); – Les peuples de l'Afrique (Übersetzung ins Französische). Baillière & Co., Paris 1880 (Digitalisat ebenda).
- Der Gorilla. Zoologisch-zootomische Untersuchungen. Veith & Co., Leipzig 1880 (Digitalisat bei Internet Archive).
- Handbuch der Anatomie des Menschen für Studirende und Ärzte. Schultz & Co., Straßburg 1881 (Digitalisat bei Google Books).
- Die menschenähnlichen Affen und ihre Organisation im Vergleich zur menschlichen. Brockhaus, Leipzig 1883 (Digitalisat bei HathiTrust); – Les singes anthropoïdes et leur organisation comparée à celle de l'homme (Übersetzung ins Französische). Baillière & Co., Paris 1886 (Digitalisat ebenda); – Anthropoid apes (Übersetzung ins Englische). 2. Aufl. Trench & Co., London 1889 (Digitalisat ebenda).
- Abyssinien und die übrigen Gebiete der Ostküste Afrikas (= Das Wissen der Gegenwart. Deutsche Universal-Bibliothek für Gebildete. Bd. 14: Der Weltteil Afrika in Einzeldarstellungen. Bd. 1). Freytag, Leipzig 1883 (Digitalisat bei HathiTrust).
- Die Nilländer (= Das Wissen der Gegenwart. Deutsche Universal-Bibliothek für Gebildete. Bd. 24: Der Weltteil Afrika in Einzeldarstellungen. Bd. 2). Freytag, Leipzig 1884  (Digitalisat bei HathiTrust).
- Madagaskar und die Inseln Seychellen, Aldabra, Komoren und Maskarenen (= Das Wissen der Gegenwart. Deutsche Universal-Bibliothek für Gebildete. Bd. 57: Der Weltteil Afrika in Einzeldarstellungen. Bd. 5). Freytag, Leipzig 1886 (Digitalisat bei Google Books]).